# Gorzyce Małe
Gorzyce Małe – wieś w Polsce położona w województwie wielkopolskim, w powiecie ostrowskim, w gminie Odolanów, ok. 10 km na południowy zachód od Ostrowa Wlkp.
Znane od roku 1471. Przed 1932 rokiem miejscowość położona była w powiecie odolanowskim, w latach 1975-1998 w województwie kaliskim, w latach 1932–1975 i od 1999 w powiecie ostrowskim. Podczas okupacji hitlerowskiej nosiła przejściowo niemiecką nazwę Klein Bittersdorf.